# Dido abandonada

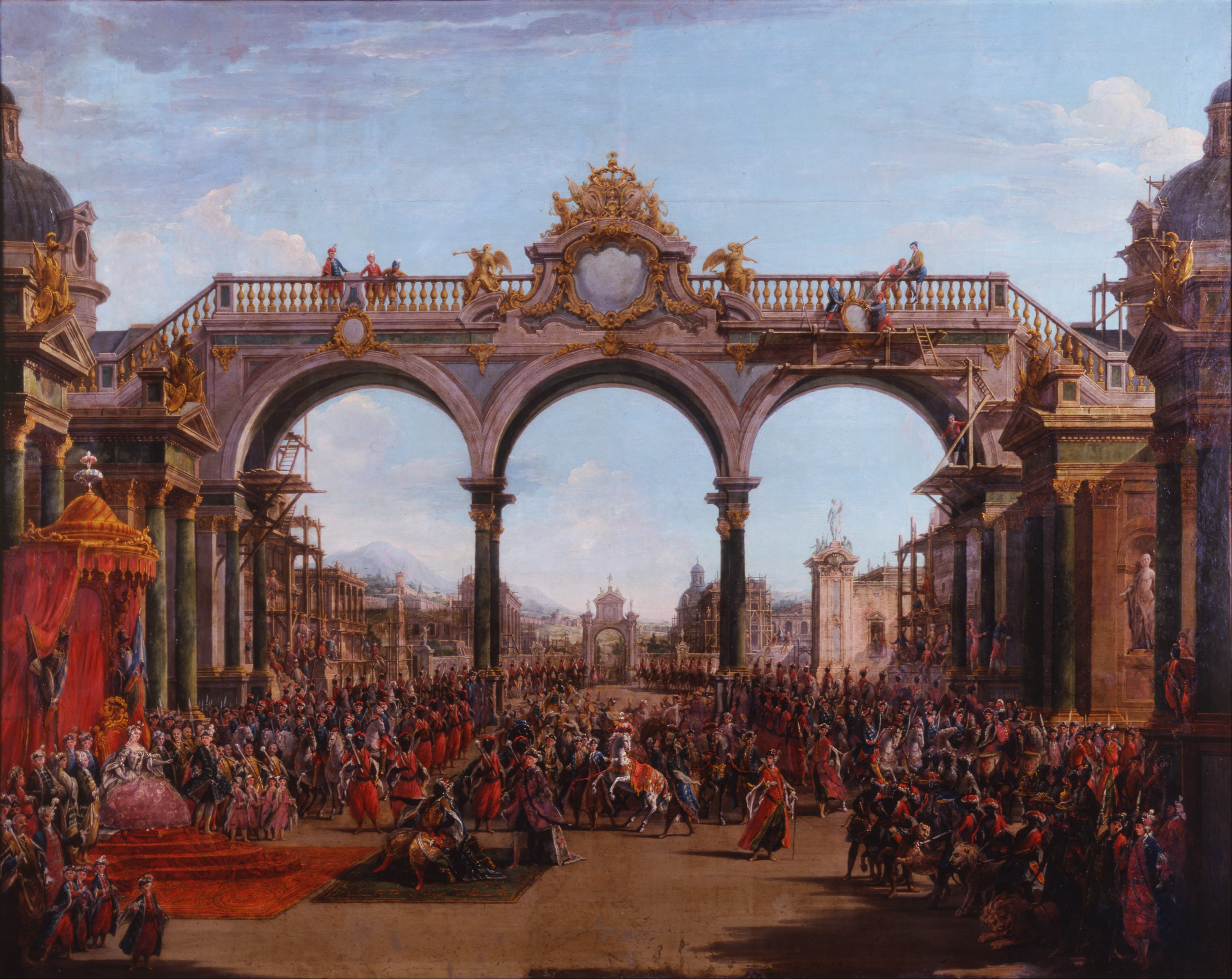
Francesco Battaglioli. Didone Abbandonata (Acto I, Escena V). Real Academia de Bellas Artes de San Fernando, Madrid, España.

Didone abbandonata (Dido abandonada en español) es un libreto en 3 actos de Pietro Metastasio. El primer libreto original del autor, Didone abbandonata fue escrito en 1724 para el compositor Domenico Sarro: Dido abandonada (Sarro). Durante el siglo siguiente, fue utilizado por más de 50 compositores, entre ellos Nicola Porpora (Dido abandonada (Porpora), 1725), Leonardo Vinci (Dido abandonada (Vinci), 1726), Baldassare Galuppi (Dido abandonada (Galuppi), 1740), Johann Adolph Hasse (Dido abandonada (Hasse), 1742), Niccolò Jommelli (Dido abandonada (Jommelli), 1747), Tommaso Traetta (Dido abandonada (Traetta), 1757), Giuseppe Sarti (Dido abandonada (Sarti), 1762), Niccolò Piccinni (Dido abandonada (Piccinni), 1770) o, ya en el siglo XIX, Saverio Mercadante (Dido abandonada (Mercadante), 1823).

## Personajes.
| Didone (Dido), reina de Cartago, enamorada de         |
| Enea (Eneas)                                          |
| Iarba, rey de los Moros, que aparece como «Arbace»    |
| Selene, hermana de Dido enamorada en secreto de Eneas |
| Araspe, confidente de Iarba y enamorado de Selene     |
| Osmida, confidente de Dido                            |

## Argumento
La acción se desarrolla en Cartago.